# Adam Kok III
, 
Adam Kok III (Griekwastad, 11 december 1811 - Kokstad, 30 december 1875) was een leider (kaptyn) van de Griekwa in Zuid-Afrika.

## Biografie
Kok was de zoon van Griekwaleider Adam Kok II. Hij groeide op in Philippolis in de niet-erkende republiek Adam Koksland, in het zuiden van de latere Oranje Vrijstaat. Na de dood van zijn vader in 1835 kwam hij met zijn oudere broer Abraham in conflict over de opvolging. Op 26 februari 1836 won Abraham de verkiezingen met 168 stemmen tegen 68, maar bleek al vlug een onsuccesvolle en onpopulaire leider te zijn en werd in 1837 vervangen door Adam. Hij werd tot 1850 bijgestaan door zijn staatssecretaris Hendrick Hendricks.

### Adam Koksland
De Boeren waren net begonnen aan hun Grote Trek en werden aangetrokken door de uitstekende dunbevolkte grasvelden van Adam Koksland. Al snel werden de Griekwa overweldigd door de enorme immigratie naar hun land. Kok probeerde de Griekwa te verenigen om de Boeren af te weren.
De Britse regering stuurde missionaris John Philip naar Adam Koksland om het land tot een Brits protectoraat te maken. De Britten schoten echter niet te hulp toen de Boerensituatie in Adam Koksland onhandelbaar werd. Bij een volgend contract kregen de Griekwa slechts reservaten en zeer hoge belastingen aangeboden terwijl de Boeren het land overrompelden. Adam Koksland verdween uiteindelijk van de kaart toen in 1848 de Oranjeriviersoevereiniteit werd uitgeroepen en in 1854 de Conventie van Bloemfontein werd getekend.

### Oost-Griekwaland
Kok, verraden door de Britten, besloot hierop zijn eigen Grote Trek te beginnen. In 1861 trok hij met zijn volgelingen over de Drakensbergen om Oost-Griekwaland te stichten met als hoofdstad Kokstad. De Britten tolereerden de republiek enkele jaren als buffer tussen de Zoeloes en de Xhosa, maar in 1874 werd ook Oost-Griekwaland Brits bezit.
Kok overleed in 1875 nadat hij uit zijn wagen viel en werd overreden.